# Jean Seberg
Jean Dorothy Seberg, född 13 november 1938 i Marshalltown, Iowa, död 30 augusti 1979 i Paris, Frankrike, var en amerikansk skådespelare.

## Biografi
Jean Seberg hade redan i unga år ett stort intresse för teater. Hon blev känd när hon, bland 18 000 konkurrenter, blev utvald att spela huvudrollen i filmen Saint Joan (1957). All publicitet kring filmen gjorde Seberg känd redan innan filminspelningen hunnit börja.
Hennes karriär i hemlandet började snart vackla, och hon begav sig då till Europa, där hon spelade huvudrollen som amerikansk beatnik i Jean-Luc Godards debutfilm Till sista andetaget (1960).
Hon bosatte sig i Frankrike och var 1963–1970 gift med Romain Gary och fick sonen Alexandre Diego Gary.
På grund av sitt stöd för Svarta pantrarna utsattes hon under J. Edgar Hoovers dagar för en systematisk smutskastningskampanj och flera tidningar påstod när hon var gravid att barnet inte var hennes mans utan en svart medborgarrättsaktivists. Kort senare fick hon missfall, men fostrets hudfärg visade att påståendena var rena lögner. Efter detta försökte hon flera gånger begå självmord, bland annat genom att hoppa framför ett tunnelbanetåg i Paris, men misslyckades. Till slut tog hon en överdos sömntabletter tillsammans med alkohol. Dödsorsaken angavs som troligt självmord.
Jean Seberg är begravd på Montparnassekyrkogården.

## Svenska anor
Jean Seberg var dotter till apotekaren Edward Waldemar Seberg (1906–1984) och Dorothy Arline Benson (1909-1997). Fadern var född i Marshalltown. Farfadern, Gustaf Edward Seberg (1865–1956), var född i Skirö socken i Småland men emigrerade 1882 till USA och kom till Marshalltown från Kansas 1890. Hans hustru Hilma Justina Rylander (1874–1948), föddes i Hycklinge socken i Östergötland. Jean Sebergs morfar, Ernest J. Benson, hade en far från England och en mor från Tyskland. Fannie Hart, hennes mormor, var dotter till föräldrar från Indiana.

## Filmografi i urval
- 1957 – Saint Joan
- 1958 – Ett moln på min himmel (Bonjour tristesse)
- 1959 – Musen som röt
- 1960 – Till sista andetaget
- 1964 – Lilith
- 1966 – En skön galenskap
- 1969 – Natt utan vittnen
- 1969 – Guldrushens glada dagar
- 1970 – Airport – flygplatsen
- 1972 – Gang War in Naples (Camorra)